# 不思議なキジのサンドウィッチ
『不思議なキジのサンドウィッチ』（ふしぎなキジのサンドウィッチ、原題：The Dead in Their Vaulted Arches）は、2014年に刊行されたアラン・ブラッドリーの推理小説。「少女探偵フレーヴィア シリーズ」の第6作目にあたる。
本作は、「お前たちのお母さんが見つかったんだ」と父が告げる衝撃的なラストで終わった前作『春にはすべての謎が解ける』の続きから始まる。ストーリーは母・ハリエットの遺体を迎え、葬儀が執り行われる日まで進行をともにしており、これまでのシリーズ作品に溢れていたフレーヴィアの溌溂とした無邪気さが抑制され、これまでの陽気な作品とは趣を異にしている。

## あらすじ
フレーヴィアたちが「おまえたちのお母さんが見つかったんだ」と知らされた父・ハヴィランドの衝撃の発表から1週間あまり、ついに母・ハリエットの遺体を乗せた列車がバックショー仮駅に到着する。列車からは続々と軍服姿の軍人たちが降り、驚いたことに伯母のフェリシティがその中のひとりであった。さらに驚くことに、ハリエットを出迎えた人々の中に、元首相のウィンストン・チャーチル元首相の姿も見られた。チャーチルは父に「われわれはド・ルース家の人間を失うわけにはいかないんだ」と声をかけるとともに、驚きとまどうフレーヴィアにも「きみもキジのサンドウィッチが好きになったんだね」と謎のような言葉を投げかける。フレーヴィアにはこの言葉が記憶にあった。
その後、バックショー仮駅で出迎えた人々が次々と父にお悔やみを述べている最中、フレーヴィアは長いコートを着た見知らぬ男から父へ「猟場の番人が危険に陥っている」「ナイドが襲われている」との伝言を頼まれる。その直後、男は誰かに押されてプラットフォームから落ち、列車に轢かれて死んでしまう。

## 登場人物
フレーヴィア・ド・ルース11歳の化学大好き少女。
ハヴィランド・ローレンス・ド・ルースフレーヴィアの父。
ハリエット・ド・ルースフレーヴィアの母。故人。
オフィーリア（フィーリー）・ド・ルースフレーヴィアの上の姉。おしゃれ好きの18歳。
ダフネ（ダフィ）・ド・ルースフレーヴィアの下の姉。読書好きの13歳。
フェリシティ・ド・ルースハヴィランドの姉、フレーヴィアたち姉妹の伯母。
リーナ（イブ）・ド・ルースフレーヴィアたちの親戚。
ウンディーネ・ド・ルースリーナの娘。
マーガレット・マレットド・ルース家の家政婦。
アルフ・マレットマーガレットの夫。
アーサー・ウェルズリー・ドガード・ルース家の庭師。
デンウィン・リチャードソン司祭。
ディーター・シュランツ元戦争捕虜。フィーリーの婚約者。
トリストラム・タリス〈陽気な気分号〉のオーナー。
ヒューイット警部補。
アダム・トラデスカント・ソワビー植物考古学者。